# Cucina di Bahia

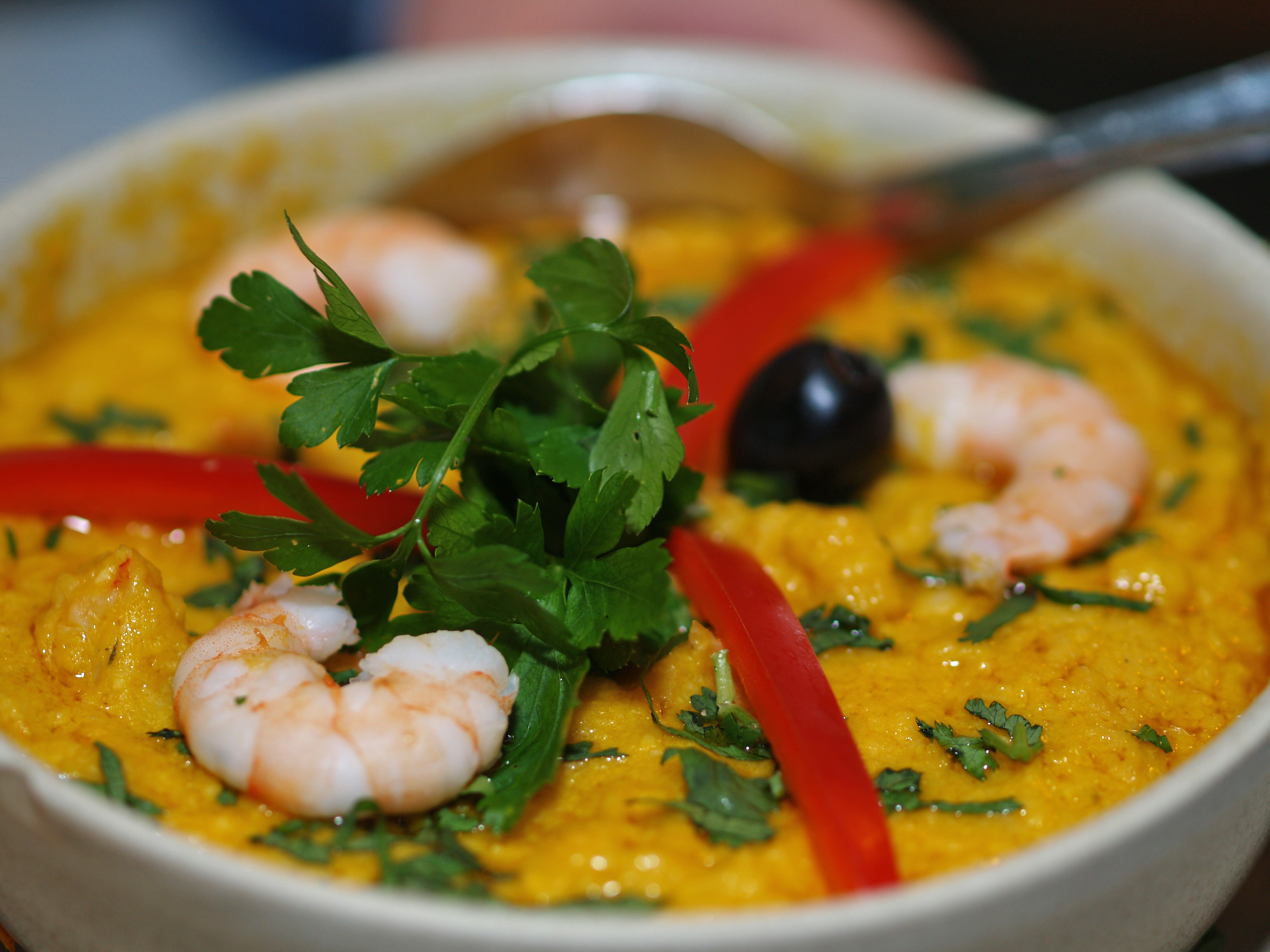
Vatapà

La cucina di Bahia è la cucina dello stato di Bahia in Brasile; la più conosciuta, anche se non la più consumata è quella tipica del Recôncavo e della costa dello stato di Bahia; è composta da piatti di origine africana caratterizzati da condimenti forti a base di olio di palma, latte di cocco, zenzero, di peperoni di molte qualità e prodotti non usati nel resto del Brasile.
Tuttavia, questa cucina non rappresenta che il 30% di ciò che i suoi abitanti consumano ogni giorno. Le prelibatezze di questa parte africana della cucina sono riservate, per tradizione e abitudini locali, il venerdì (come moqueca, vatapá, carurú, xinxim de hen) e la commemorazione di date istituzionali, religiose o familiari. Nella vita di tutti i giorni, il bahianese si nutre dei piatti di tradizione portoghese, racchiusi in quella che viene comunemente chiamata "cucina di sertaneja".

## Piatti tipici
- Abará
- Aberém
- Acaçá
- Acarajé
- Angu
- Arroz de hauçá
- Arrumadinho
- Bobó de camarão
- Buchada de bode
- Caldinho de sururu
- Caranguejo
- Caruru
- Casquinha de siri

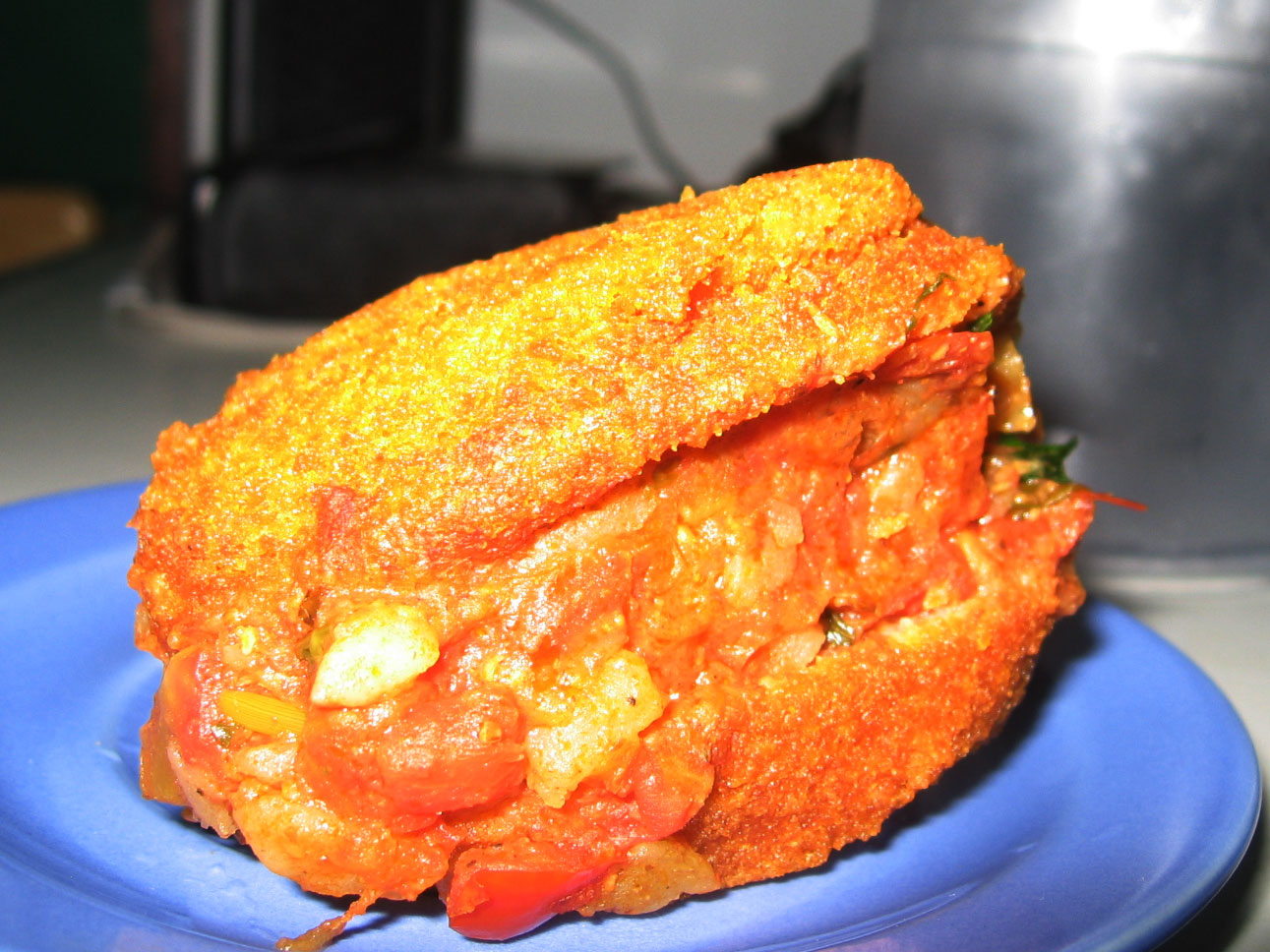
Acarajé

- Cozido (tipo de sopa com diversas verduras, raízes e legumes cozidos junto com carnes e defumados)
- Camarão de capote (empanado)
- Dobradinha
- Efó
- Escondidinho (carne-do-sol acebolada e pirão de aipim)
- Feijão de leite
- Frigideira de siri catado
- Farofa de banana
- Farofa de dendê
- Feijão fradinho
- Feijoada
- Fritada (carne-do-sol, cebola, ovos, fritos juntos)
- Galinha à cabidela
- Galinha ao molho pardo
- Lambreta
- Maniçoba
- Mariscada
- Mininico de carneiro
- Mocotó
- Moqueca de aratú
- Moqueca de peixe
- Moqueca de camarão
- Moqueca de maturi
- Moqueca de mapé
- Moqueca de petitinga
- Moqueca ou ensopado de siri mole
- Moqueca ou ensopado de pitú
- Passarinha
- Petitinga frita (isca de peixe)
- Quiabada
- Rabada
- Sarapatel
- Sarrabulho de vaca
- Vatapá
- Vinagrete
- Zambé
- Xinxim de galinha[2]

## Dolce
- Aipim cotto con burro
- Aluá
- Arroz doce
- Baba-de-moça
- Banana real
- Beiju
- Bolinho de estudante
- Canjica
- Cocada
- Cuscuz
- Cuscuz doce (milho e leite de coco)
- Goiabada
- Lelê
- Munguzá
- Nego bom
- Paçoca de amendoim
- Pamonha
- Pé-de-moleque
- Quebra-queixo
- Quindim
- Tapioca
- Umbuzada